# Crédit d'impôt
Un crédit d'impôt est une réduction d'impôt pouvant donner lieu à un remboursement.

## Définition
Un crédit d'impôt est une somme soustraite du montant de l'impôt qu'une entreprise ou qu'un particulier doit payer.
En fonction du système fiscal ou du pays, un crédit d'impôt peut être accordé pour différents types d'impôts, comme un impôt sur le revenu, l'impôt foncier, ou la TVA. Il peut être accordé pour encourager les investissements ou d'autres comportements vertueux.
Certains crédits d'impôt sont « remboursables » dans la mesure où ils dépassent le montant de l'impôt.

## Exemples
Les crédits d'impôts visent des domaines aussi variés que :
- les salariés pauvres, avec au Royaume-Uni le Working Tax Credit (en)[1], et avec aux États-Unis l'Earned income tax credit (en) ; un crédit d'impôt visant les foyers de salariés modestes[2] ;
- la transition énergétique ; exemple : CITE, en France qui encourage certains travaux permettant d'économiser l'énergie (et donc de diminuer certaines émissions de gaz à effet de serre). Il concerne divers travaux d’isolation ou de réhabilitation thermique[3] ;
- la recherche, avec par exemple le crédit d'impôt recherche en France[4] ;
- l'innovation avec le crédit impôt innovation (CII) et le crédit impôt métiers d'art (CIMA), en France ;
- l’emploi local et de services à la personne[5] (ex. : emploi d'un salarié à domicile, en France[6]) ;
- l'accès aux études ; portant par exemple au Canada sur une déduction des frais de scolarité et d'études[7].

## France
À la différence d'une réduction d'impôt, un crédit d'impôt peut être remboursé, en totalité ou partiellement, au contribuable :
- si le montant dépasse celui de l'impôt ;
- ou si le contribuable est non imposable.

Le crédit d'impôt vise à favoriser certaines activités telles que :
- l'investissement dans le développement durable : isolation thermique, chaudière basse consommation, chauffe-eau solaire, travaux forestiers, etc.[9] ;
- l'emploi dans les filières qui rencontrent des difficultés de recrutement ;
- les dépenses pour l'aide aux personnes ;
- les dépenses en recherche et développement des entreprises ;
- les dépenses effectuées en France pour la production d'un film ou d'un jeu vidéo.